# Fannia scyphocerca
Fannia scyphocerca är en tvåvingeart som beskrevs av Chillcott 1961. Fannia scyphocerca ingår i släktet Fannia och familjen takdansflugor. Inga underarter finns listade i Catalogue of Life.